# فنجاني غامض
فنجاني غامض (الاسم العلمي:Peziza dubia) هو نوع من الفطريات يتبع جنس الفنجاني من فصيلة الفنجانية.